# На истарски начин
„На истарски начин” је југословенски филм из 1985. године. Режирао га је Владимир Фулгоси а сценарио су написали Владимир Фулгоси, Крунослав Квин и Милан Раковац.
Филм "На истарски начин" је премијерно приказан 1. јануара 1985. године.

## Радња
Приказ слојевитих међусобних односа матичних становника Пуле и досељеника у њу непосредно након завршетка Другог свјетског рата и одласка из града англо-америчких окупацијских снага.

## Улоге
| Глумац             | Улога |
| ------------------ | ----- |
| Неда Арнерић       |       |
| Ета Бортолаци      |       |
| Миранда Цахарија   |       |
| Милена Дравић      |       |
| Борис Краљ         |       |
| Звонко Лепетић     |       |
| Предраг Милинковић |       |
| Ђуро Утјешановић   |       |